# Bursins
Bursins es una comuna suiza del cantón de Vaud, situada en el distrito de Nyon. Limita al noroeste con la comuna de Burtigny, al noreste con Gilly, al sur con Bursinel, Dully y Luins, y al oeste con Vinzel.
La comuna hizo parte hasta el 31 de diciembre de 2007 del distrito de Rolle, círculo de Gilly.